# Corydendrium
Corydendrium is een geslacht van neteldieren uit de  familie van de Oceaniidae.

## Soorten
- Corydendrium album Hirohito, 1988
- Corydendrium brevicaulis Hirohito, 1988
- Corydendrium dispar Kramp, 1935
- Corydendrium flabellatum Fraser, 1938
- Corydendrium fruticosum Fraser, 1914
- Corydendrium parasiticum (Linnaeus, 1767)